# Profesionalen Futbolen Klub Minjor Pernik
Il Profesionalen Futbolen Klub Minjor Pernik (in bulgaro Професионален футболен клуб Миньор Перник, it. Club calcistico professionistico Minatore Pernik), spesso abbreviato in PFC Minjor Pernik e chiamato comunemente solo Minjor Pernik o Minjor, è una società calcistica con sede a Pernik, in Bulgaria. Milita nella Vtora liga, la seconda serie del campionato bulgaro di calcio.
Il club ha militato per 36 stagioni nella massima divisione bulgara, l'ultima delle quali risale alla stagione 2012-2013.

## Storia
Il primo club calcistico di Pernik fu fondato nel 1919. Nel 1944, dalla fusione tra SK Krakra (fondato nel 1919), SK Svetkavitsa (fondato nel 1932), SK Benkovski (fondato nel 1936) e ZHSK (fondato 1941) si costituì l'SK Rudnichar. Dopo la seconda guerra mondiale la Bulgaria divenne una repubblica popolare e il nome del club divenne Republikanec '46, mentre nel 1952 fu mutato in Profesionalen Futbolen Klub Minjor Pernik (in bulgaro minjor significa "minatore").
Nel 1951 il club entrò a far parte della massima divisione bulgara. L'esordio in massima serie avvenne il 2 marzo 1951 contro il Černo Zname Sofia. Da quell'anno il Minjor pose le basi per la costruzione di una solida squadra, capace di affermarsi come una delle compagini calcistiche più forti del paese fino al 1962. Nel 1955 e nel 1961 il Minjor chiuse al quarto posto della classifica e nel 1956 piazzò il proprio capitano Pavel Vladimirov al primo posto della classifica dei marcatori del campionato, con 16 gol. Vladimoriv detiene il record di presenze con il Minjor, 305, e di gol segnati con la casacca della squadra, ben 98. Nel 1958 la squadra giunse a disputare la finale della Coppa di Bulgaria, persa contro lo Spartak Plovdiv.
Nel 1962 la squadra, reduce dal quarto posto dell'anno prima, retrocesse in seconda divisione e per i successivi quarantacinque anni oscillò tra prima e seconda serie, con frequenti promozioni seguite da immediate retrocessioni.
Alla promozione del 2008 seguirono cinque annate consecutive in massima serie, terminate nel 2013. Nel 2013-2014 la squadra, oberata da problemi finanziari, dovette ripartire dalla terza serie, dove rimase per sei anni, prima di tornare in seconda divisione nel 2020.

## Organico

### Rosa
Aggiornata al 1º agosto 2020.
| N. |                     | Ruolo | Calciatore                 |
| -- | ------------------- | ----- | -------------------------- |
| 1  | Bulgaria (bandiera) | P     | Daniel Leontiev            |
| 2  | Bulgaria (bandiera) | D     | Viktor Raychev             |
| 3  | Bulgaria (bandiera) | D     | Anton Slavchev             |
| 4  | Bulgaria (bandiera) | D     | Toni Stoichkov             |
| 5  | Bulgaria (bandiera) | C     | Veselin Vasev              |
| 6  | Bulgaria (bandiera) | C     | Lyubomir Hristov           |
| 7  | Bulgaria (bandiera) | A     | Kaloyan Yosifov            |
| 8  | Bulgaria (bandiera) | C     | Kristiyan Slishkov         |
| 9  | Bulgaria (bandiera) | A     | Redzheb Halil              |
| 10 | Bulgaria (bandiera) | C     | Tomislav Pavlov (capitano) |
| 13 | Bulgaria (bandiera) | C     | Georgi Netov               |

| N. |                     | Ruolo | Calciatore       |
| -- | ------------------- | ----- | ---------------- |
| 15 | Bulgaria (bandiera) | C     | Iliyan Iliev     |
| 17 | Bulgaria (bandiera) | A     | Yoan Marinov     |
| 18 | Bulgaria (bandiera) | A     | Borislav Budinov |
| 19 | Bulgaria (bandiera) | C     | Radoy Bozhilov   |
| 20 | Bulgaria (bandiera) | D     | Andreas Vasev    |
| 21 | Bulgaria (bandiera) | C     | Steven Milchev   |
| 23 | Bulgaria (bandiera) | D     | Pavlin Chilikov  |
| 24 | Bulgaria (bandiera) | C     | Stefan Metodiev  |
| 26 | Bulgaria (bandiera) | D     | Anton Kirov      |
| 88 | Bulgaria (bandiera) | C     | Daniel Gogov     |
| 99 | Bulgaria (bandiera) | P     | Aleks Georgiev   |

### Rosa 2012-2013
| N. |                     | Ruolo | Calciatore      |
| -- | ------------------- | ----- | --------------- |
| 1  | Bulgaria (bandiera) | P     | Nikolay Bankov  |
| 2  | Bulgaria (bandiera) | D     | Viktor Raychev  |
| 3  | Bulgaria (bandiera) | D     | Adrian Olegov   |
| 5  | Bulgaria (bandiera) | C     | Ahmed Hikmet    |
| 6  | Bulgaria (bandiera) | D     | Kamen Hadžiev   |
| 8  | Bulgaria (bandiera) | C     | Yordan Yordanov |
| 9  | Francia (bandiera)  | A     | Franck Madou    |
| 10 | Bulgaria (bandiera) | C     | Tomislav Pavlov |
| 11 | Bulgaria (bandiera) | A     | Mario Dimitrov  |
| 13 | Bulgaria (bandiera) | C     | Ivaylo Stoyanov |
| 14 | Bulgaria (bandiera) | D     | Ivaylo Tsvetkov |
| 15 | Nigeria (bandiera)  | C     | Salas Okechukwu |

| N. |                     | Ruolo | Calciatore               |
| -- | ------------------- | ----- | ------------------------ |
| 17 | Bulgaria (bandiera) | C     | Viktor Sofroniev         |
| 19 | Bulgaria (bandiera) | A     | Petar Petrov             |
| 20 | Bulgaria (bandiera) | D     | David Stoyanov           |
| 22 | Bulgaria (bandiera) | P     | Boyan Peykov             |
| 24 | Bulgaria (bandiera) | D     | Dimitar Yalamov          |
| 25 | Bulgaria (bandiera) | C     | Stoyan Stefanov          |
| 39 | Bulgaria (bandiera) | C     | Kaloyan Evgeniev         |
| 78 | Belgio (bandiera)   | A     | Jean-Baptiste Yakassongo |
| 89 | Bulgaria (bandiera) | D     | Stefan Stančev           |
|    | Bulgaria (bandiera) | C     | Georgi Bozhanov          |
|    | Serbia (bandiera)   | C     | Nikola Radulović         |
|    | Mali (bandiera)     | A     | Amadou Konte             |

### Rosa 2011-2012
- 2011-2012

### Rosa 2010-2011
| N. |                               | Ruolo | Calciatore        |
| -- | ----------------------------- | ----- | ----------------- |
| 1  | Bulgaria (bandiera)           | P     | Nikolay Bankov    |
| 2  | Bulgaria (bandiera)           | D     | Vasil Božikov     |
| 3  | Bulgaria (bandiera)           | D     | Adrian Olegov     |
| 4  | Bulgaria (bandiera)           | D     | Nikolay Hristozov |
| 6  | Bulgaria (bandiera)           | D     | Daniel Zlatkov    |
| 8  | Bulgaria (bandiera)           | C     | Jordan Todorov    |
| 10 | Bulgaria (bandiera)           | C     | Tomislav Pavlov   |
| 13 | Bulgaria (bandiera)           | C     | Ivaylo Stoyanov   |
| 14 | Bulgaria (bandiera)           | D     | Ivaylo Cvetkov    |
| 17 | Macedonia del Nord (bandiera) | C     | Vančo Trajanov    |
| 18 | Serbia (bandiera)             | C     | Goran Janković    |

| N. |                     | Ruolo | Calciatore        |
| -- | ------------------- | ----- | ----------------- |
| 19 | Bulgaria (bandiera) | C     | Petar Petrov      |
| 24 | Bulgaria (bandiera) | C     | Lyubomir Vitanov  |
| 26 | Bulgaria (bandiera) | C     | Tsvetomir Todorov |
| 27 | Bulgaria (bandiera) | A     | Rumen Rangelov    |
| 32 | Bulgaria (bandiera) | D     | Kostadin Markov   |
| 91 | Serbia (bandiera)   | P     | Ivan Čvorović     |
|    | Bulgaria (bandiera) | D     | Borislav Stojčev  |
|    | Bulgaria (bandiera) | D     | Angel Yoshev      |
|    | Bulgaria (bandiera) | A     | Yavor Vandev      |
|    | Bulgaria (bandiera) | A     | Kostadin Adzhov   |

## Palmarès

### Competizioni nazionali
- Treta amat'orska futbolna liga: 2

2019-2020, 2023-2024

### Altri piazzamenti
- Coppa di Bulgaria:

Finalista: 1958
Semifinalista: 1973-1974, 2008-2009
- Campionato bulgaro di seconda divisione:

Secondo posto: 1989-1990, 1995-1996, 2007-2008
- Kupa na Amat'orskata futbolna liga:

Finalista: 2013-2014